# تام تامسون
توماس جان «تام» تامسون (انگلیسی: Tom Thomson; ۵ اوت ۱۸۷۷ – ۸ ژوئیهٔ ۱۹۱۷) هنرمند نقاش با نفوذ کانادایی در اوایل قرن بیستم بود. او به‌طور مستقیم بر یک گروه از نقاشان کانادا که به عنوان گروه هفت شناخته شده‌اند تأثیر گذاشت. هر چند قبل از آنکه آن‌ها به‌طور رسمی تشکیل گروه را اعلام کنند تامسون درگذشت. با این وجود گاهی به اشتباه از او به عنوان یکی از اعضای گروه هفت یاد می‌شود. تامسون در ۸ ژوئیه سال ۱۹۱۷ به طرزی مشکوک در دریاچه کانیو در پارک آلگونکویین درگذشت و جنازه او هشت روز بعد در دریاچه کشف شد.

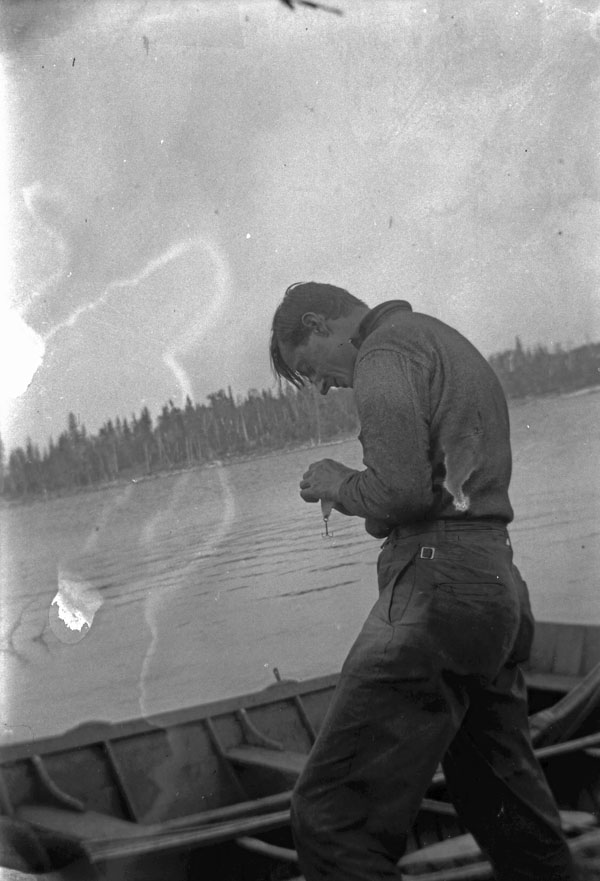
تامسون درحال ماهیگیری در پارک آلگونکویین

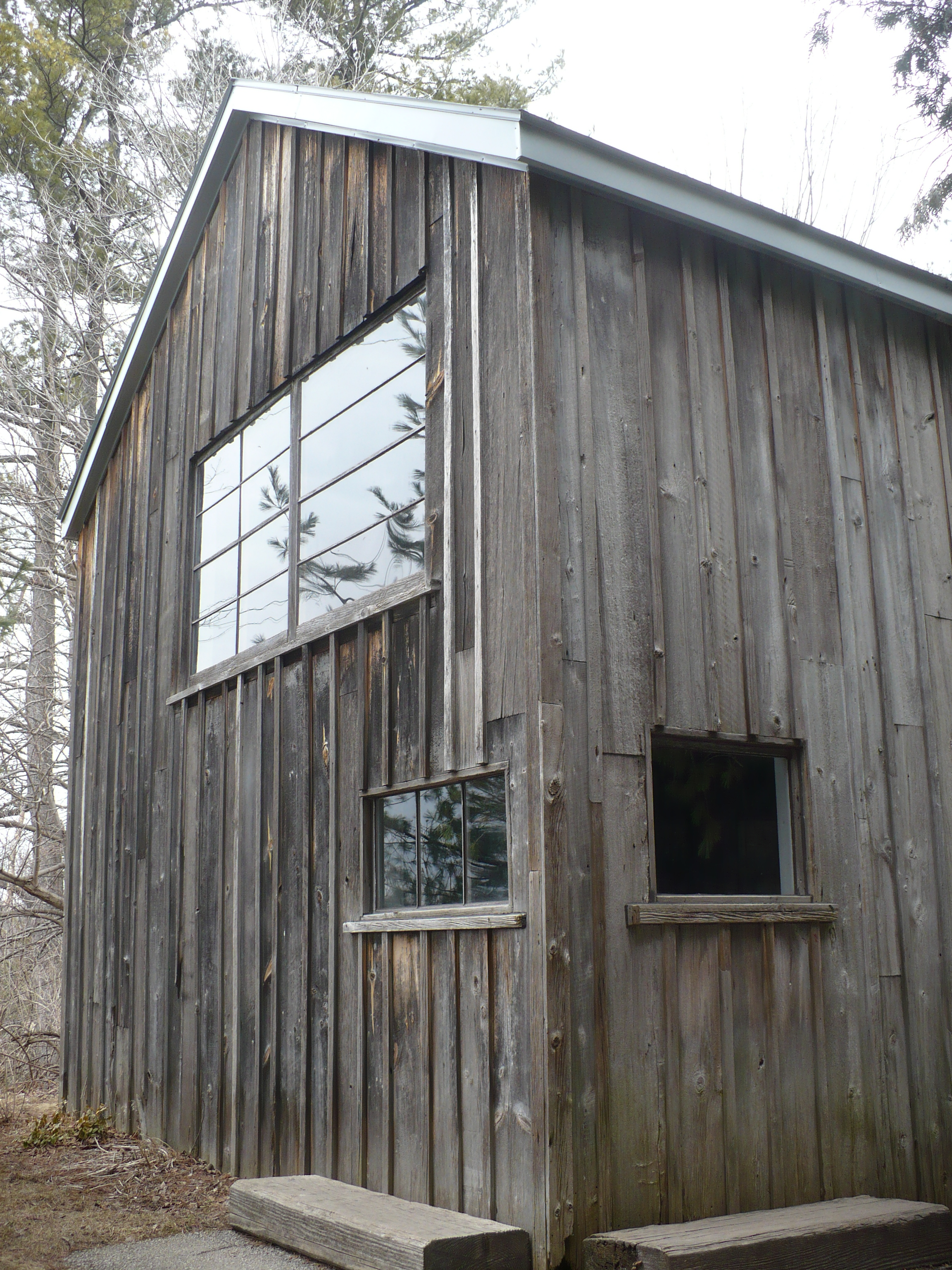
کابین تام تامسون در مک‌مایکل

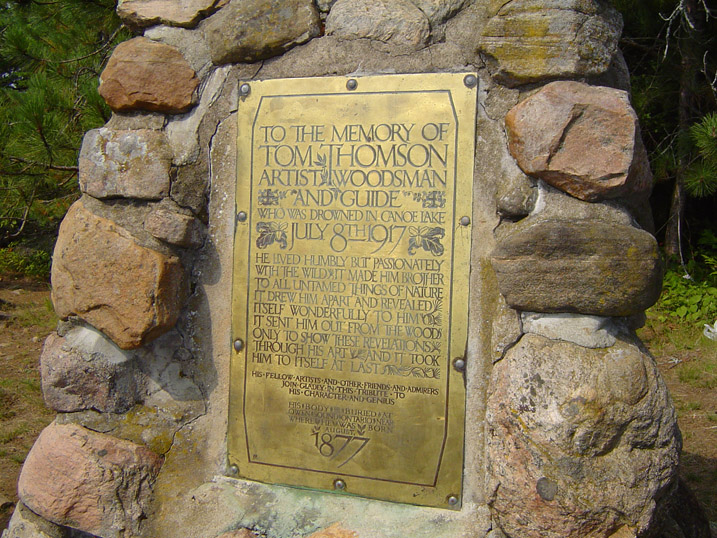
لوح یادبود تام تامسون دریاچه کونه با پارک آلگونکویین

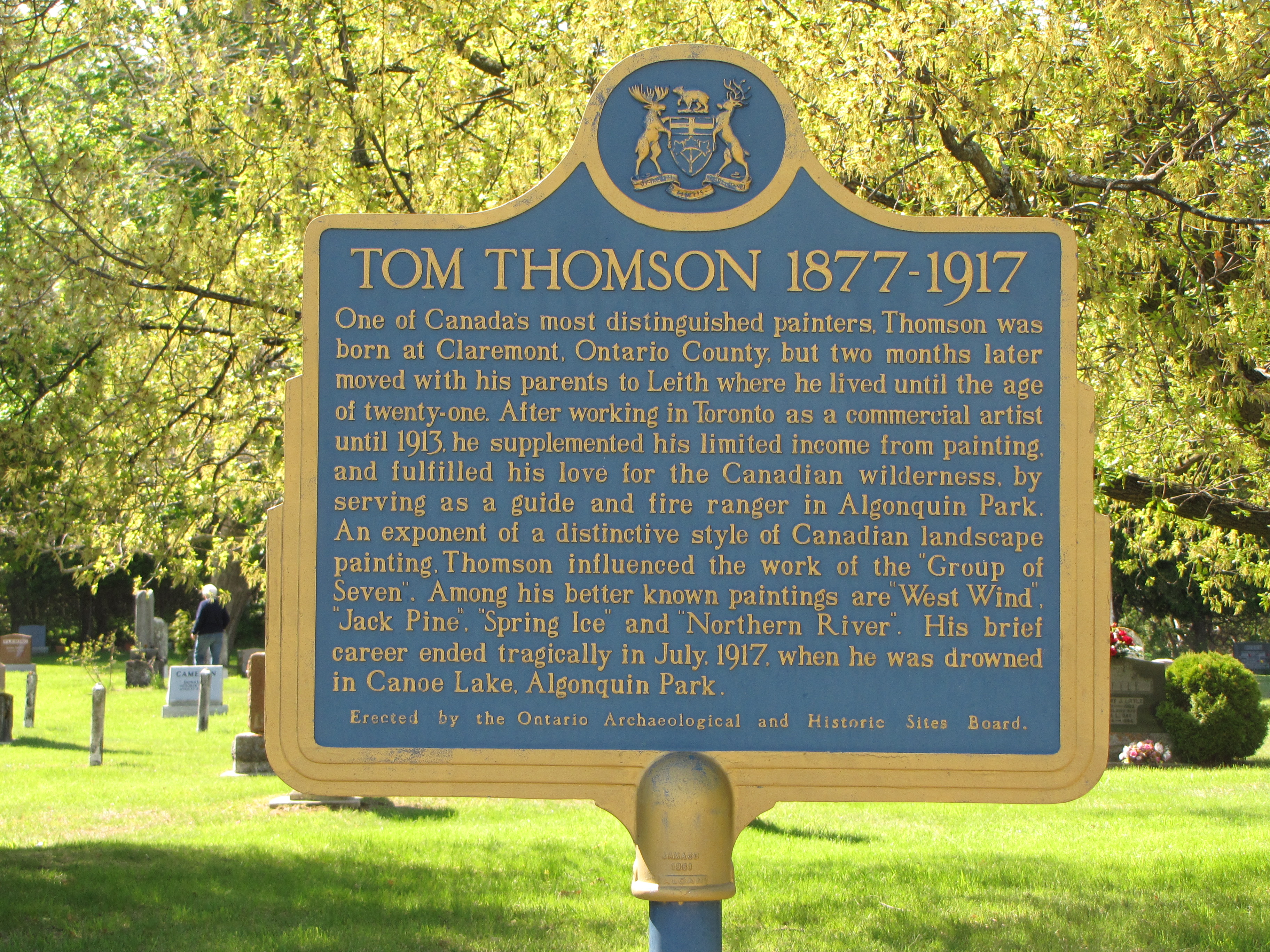
پلاک تام تامسون در لیت، اونتاریو

## نقاشی

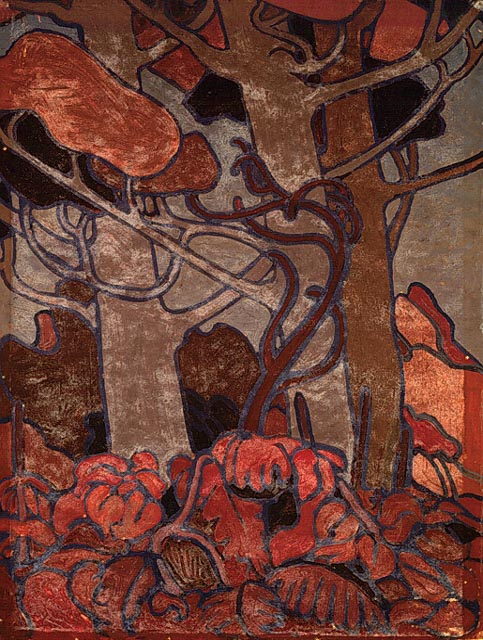
زیر رستنی‌های جنگل، تام تامسون
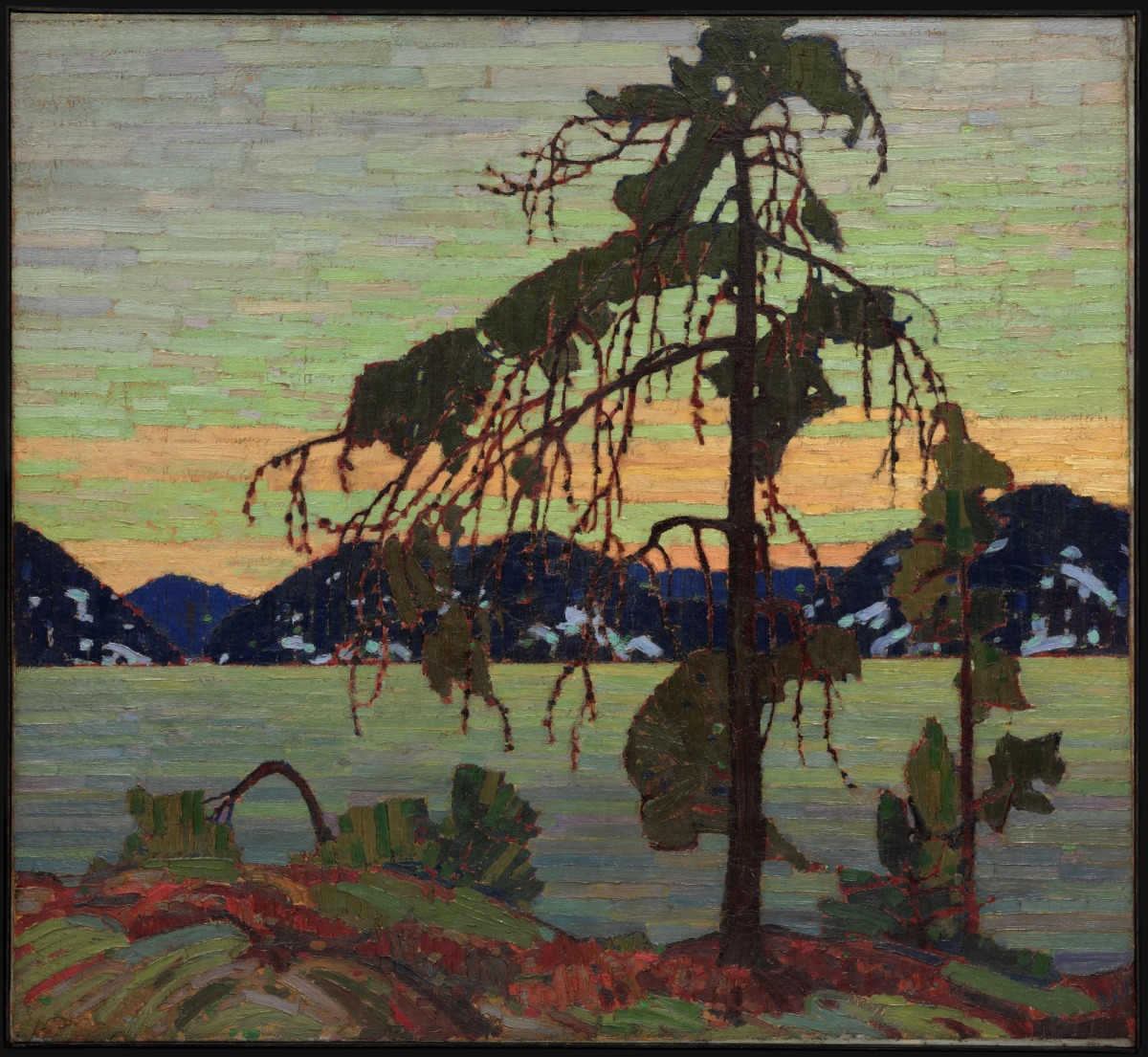
کاج جک، تام تامسون ۱۷-۱۹۱۶
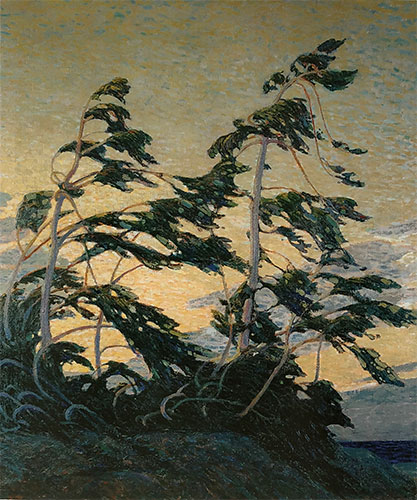
جزیره کاج، خلیج جرجیا
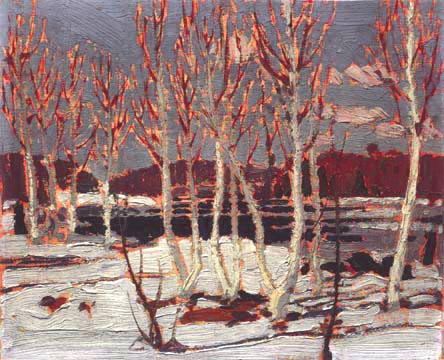
آوریل در پارک الگانکوئین، تام تامسون ۱۹۱۷
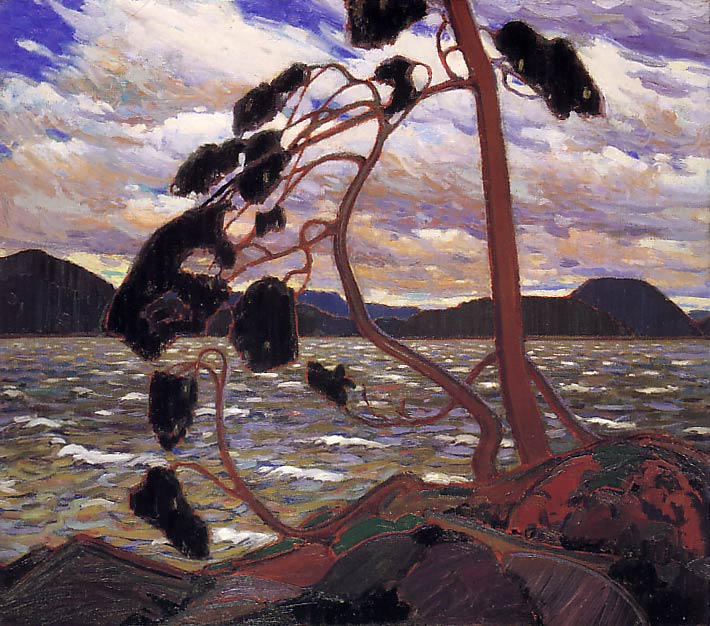
تام تامسون باد غرب

## هنر و تکنیک
تامسون تا حد زیادی خود آموخته بود. او به عنوان یک طراح گرافیک در شرکت کریپ تورنتو کار کرد و تجربه طراحی کسب نمود. اگر چه او از خردسالی طراحی و نقاشی می‌کرد اما در سال ۱۹۱۲ زمانی که تامسون در دهه سی زندگی خود بود کار جدی نقاشی را آغاز نمود. اولین سفرش به پارک آلگونکویین الهام بخش او شد در رهبری جمعی از همکاران هنرمندش در تولید طرح‌های رنگ روغن بر روی بوم‌های کوچک که در حین سفر به سادگی قابل حمل باشد. بین سال ۱۹۱۲ و مرگ او در سال ۱۹۱۷ تامسون صدها طرح کوچک از این دست کشید که بسیاری از آن‌ها در حال حاضر در گالری هنر انتاریو در تورنتو و گالری ملی کانادا در اتاوا نگهداری می‌شوند.
اگر چه گروه هفت پس از مرگ تامسون تشکیل شد کار او همدلی اعضای گروه ا. وای. جکسون، فردریک والری، آرتور لیسمر را موجب شد.